# Borrala dorrigo
Borrala dorrigo là một loài nhện trong họ Stiphidiidae.
Loài này thuộc chi Borrala. Borrala dorrigo được M.R. Gray & H. M. Smith miêu tả năm 2004.